# Paulo Francisco Machado
Dom Paulo Francisco Machado (Magé, 13 de outubro de 1952) é um religioso católico, e atual bispo de Uberlândia.
Entrou para o Seminário Diocesano de Petrópolis aos 10 anos e ordenou-se em 1977. Possui licenciatura em Filosofia pela Universidade Católica de Petrópolis e cursou Teologia no Mosteiro de São Bento, Rio de Janeiro. Possui mestrado em Teologia pelo Angelicum de Roma, Itália.
Atuou em várias paróquias, seminários e outras instituições religiosas. Três pilares marcam sua vida pastoral: a formação de futuros sacerdotes, o ensino de cultura religiosa e o cuidado com o serviço paroquial.